# パーティで女の子に話しかけるには
『パーティで女の子に話しかけるには』（パーティでおんなのこにはなしかけるには、英: How to Talk to Girls at Parties）は、ニール・ゲイマンが2006年に発表したSF短編小説で、短編集『壊れやすいもの』に収録された。1970年代のイギリスを舞台に、ティーンエイジャーのエン (Enn) とヴィク (Vic) がパーティで女の子たちに出会い、自分たち男子の幻想と彼女たちがかけ離れていたことを知る。作品はゲイマンの半自伝的作品である。この作品を収録した短編集『壊れやすいもの』の日本語訳は、金原瑞人・野沢佳織訳で2009年に角川書店から発売された。
作品は2007年のヒューゴー賞 短編小説部門にノミネートされたほか、同年のローカス賞 短編部門を受賞した。2009年には、カミラ・デリコがこの作品にインスパイアされた限定版ポスターを制作し、後にゲイマンの通販サイト・ネヴァーウェア (Neverwear) で販売された。ポスターは1,200枚の限定生産で、売り上げは10%がコミック弁護基金へ寄付された。
2017年には、ジョン・キャメロン・ミッチェル監督、エル・ファニング、アレックス・シャープ、ニコール・キッドマン出演で同名映画として映画化された。本項ではこの映画版についても扱う（→#映画化）。

## あらすじ
作品はロンドン南部、イースト・クロイドン駅近くのクロイドン地区を舞台にしている。シャイな男子エン (Enn) が、悪友ヴィク (Vic) と共にパーティに参加する様子を描いており、エンはこの30年後に作品を書いた設定である。
パーティに参加したエンとヴィクは、ステラと名乗る少女に声を掛けられ、彼女はすぐにヴィクといちゃつき始める。ヴィクは他の女の子とパーティで話してくるようエンを送り出す。エンが最初に会った少女は「ウェインズウェイン」（英: Wain's Wain）と名乗り、小指の軽微な奇形から、自分は「傷物」（英: "a second"）なのだと述べる。彼女は「許可されていない」としてエンの話にほとんど興味を示さず、リオのカーニバルにまつわる奇妙な話を語る。エンは彼女のために水を取りに行くが、戻ってきた時にはウェインズウェインは姿を消していた。
次にエンは、黒くつんつんした髪で、1箇所すきっ歯がある少女に出会い、自らを「旅行者」（英: "tourist"）と述べる彼女から、他の土地、特に太陽を旅した時の話を詳しく説明される。エンは彼女と近付こうとするが、ヴィクから間違ったパーティに乗り込んだと明かされて邪魔される。それでもヴィクは、上の階でステラとセックスした様子である。エンはキッチンに入り、「トリオレット」（英: Triolet）という名前の少女に出会う。トリオレットは自分の名前が詩に由来するものだと明かし、エンにキスする。彼女はその後、エンには理解出来ない言語で彼の耳に「詩」を囁くが、この詩でエンはトランス状態に陥る。
直後、激怒して大騒ぎのヴィクがやってきて、エンを引き離す。ふたりは走ってパーティ会場を出るが、その時エンは階段の上からヴィクを怒りの表情で睨み付けるステラを見つける。ヴィクが何を見たのかは明かされないが、その状況は彼に嘔吐と涙を催させるのに充分だった。話の結びでエンは、トリオレットが耳元で囁いた詩を覚えているのに、口に出して繰り返すことができないと明かす。

## 映画化
『パーティで女の子に話しかけるには』（パーティでおんなのこにはなしかけるには、英: How to Talk to Girls at Parties）は、2015年に製作され、2017年に公開されたイギリス・アメリカ合衆国製作のSFロマンティック・コメディ映画である。監督はジョン・キャメロン・ミッチェルが務め、ニール・ゲイマンの同名短編小説を元に、ミッチェルとフィリッパ・ゴズレットが脚本を執筆した。主役のザンとエンにはそれぞれエル・ファニングとアレックス・シャープが選ばれ、またニコール・キッドマン、ルース・ウィルソン、マット・ルーカスなどが共演した。
作品は2017年5月21日に第70回カンヌ国際映画祭で初公開され、イギリスでは2018年5月11日にスタジオカナル子会社のスタジオカナルUK配給で公開される。日本ではこれに先駆けた2017年12月1日に公開され、商業公開として世界最速となった。

### 映画版あらすじ
舞台は1977年のロンドン南部・クロイドン。パンクロックに夢中な高校生のエンは、女子には縁の無い生活を送りつつも、友人のヴィクやジョンとパンクのファンジンを出して楽しんでいた。ある夜、公園でエンが聞きつけた音楽を頼りに3人は空き家にたどり着き、中で音楽に合わせて踊っている人々を見つける。更に屋敷の奥へ入ったエンは、黄色い衣装を着た「第4コロニー」の人々がいる部屋で、仲間に反抗的な態度を取っている少女ザンに出会う。ザンはエンに「地球から退去するまでの48時間でパンクを教えてほしい」と頼み、共に屋敷を飛び出す。一方、その間にヴィクはオレンジ色の衣装を着たステラとセックスに挑もうとするが、いつの間にか彼女の側に見知らぬ女性が増えていることに気付き、恐怖から慌てて家を飛び出す。
エンの家で一夜を明かしたザンは、彼やヴィク、ジョンと共に出かける。しかし彼女の行動をよく思わない第4コロニーのPT（ペアレント・ティーチャー）・ウォルドは、エンの母や小さな子どもに憑依してザンに語りかけ、ザンに帰ってくるよう促すのだった。エンたちは地元のバンド『ディスコーズ』のマネージャーであるボディシーアのもとにファンジンを届けに行くが、彼女はザンを有名なパンクロッカーだと勘違いし、その夜のギグに出演させることを決める。歌い方がわからず戸惑うザンは、とっさに自分たちの種族について歌い始める。途中からエンも参加したその歌に観客は熱狂し、ギグは大盛況となる ("Eat Me Alive") 。終演後、ザンはエンに「なぜ自分たちの運命を知っているのか」と尋ねる。エンは、地球から退去する前にPTたちが同じコロニーの子どもたちを食べることを知り、ザンもその餌食になることに驚愕する。
翌朝、ザンの仲間をカルト集団だと思い込んだエンは、ヴィクやジョン、またボディシーアとその子分たちを巻き込んでザンを救出するために屋敷を襲撃する。ところがPTたちの会議の場で、ザンがエンとの子どもを宿していることが判明。ザンは種族を追放されて子どもを産めずに地球に残るか、地球を退去して子どもを産むかの二択を迫られる。また食人習慣の廃止についても議論が交わされ、ザンはPTウォルドから「子どもを産めばPTになれるので、この議論への投票権が得られる」と教えられる。ザンを愛するエンは地球に残るよう求めるが、食人習慣を止めて仲間を救える可能性に揺れ動くザンは、種族の人々と共に地球を退去してしまう。
15年後の1992年、エンはザンとの2日間を描いた小説を出版し、サイン会を行っていた。そこへパンクロッカーの名前やエンと同じ名前を持つ若者たちが訪れる。エンは、彼らがザンの子どもたちであること、また食人習慣が廃止されたことを知るのだった。

### キャスト
※括弧内は日本語吹替。
- ザン - エル・ファニング（飯沼南実）
- エン（ヘンリー） - アレックス・シャープ（斉藤壮馬）
  - 幼少期のエン - ローリー・ノーラン（英: Rory Nolan）
- クイーン・ボディシーア[注釈 5] - ニコール・キッドマン（魏涼子）
- PTステラ（オレンジ色のコロニー） - ルース・ウィルソン（木村香央里）
- PTワイン（紫のコロニー） - マット・ルーカス（岩城泰司）
- PTウォルド（黄色の第4コロニー） - トム・ブルック（英語版）（堀総士郎）
- PTボブ - ジョーイ・アンサー（英語版）（片山公輔）
- PTファースト（白の第1保護者） - エドワード・ペサーブリッジ（英語版）（宮崎敦吉）
- スピニング・ジェニー - アリス・サンダース（英: Alice Sanders）
- ヴィク - エイブラハム・ルイス（英: Abraham Lewis）
- ジョン - イーサン・ローレンス（英: Ethan Lawrence）
- エンの母 - ジョアンナ・スキャンラン（英語版）
- ウェンズウェイン - ララ・ピーク（英: Lara Peake）
- ダーク・ステラ - エラリカ・ギャラ（英語版）
- セリア - ジェシカ・プラマー（英語版）
- ロンダ - ナタリー・ローレン（英: Natalie Lauren）
- スキンヘッド / 通行人 - トラヴィス・シンプキンズ（英: Travis Simpkins）

### 制作
作品はシー＝ソー・フィルムズにより翻案され、リトル・パンクのハワード・ガートラー（英: Howard Gertler）、シー＝ソー・フィルムズのイアン・カニングとエミール・シャーマンが製作を担当した。監督にはジョン・キャメロン・ミッチェルが選ばれ、ミッチェルは製作も務めたほか、フィリッパ・ゴズレットと脚本を共著した。映画と同年代にイギリスで青春時代を過ごしたミッチェルにとって、「英国を舞台にパンク音楽をテーマにした映画」の製作は長年の夢だった。
2014年7月、制作陣の発表と共に、エル・ファニングが主演することが報じられた。2015年5月にはニコール・キッドマンの出演が報道され、同年秋にクランクインすると報じられた。また2015年9月にはアレックス・シャープの出演が報じられた。シャープにとっては本作が映画初出演となった。舞台は原作と同じクロイドンに設定されたが、主要撮影は2015年11月9日に、ロンドンの代わりにシェフィールドで始まった。カンヌ国際映画祭での初公開を控えた2017年5月には、キッドマン演じるボディシーアの写真が公開された。
劇中音楽はニコ・ミューリーとジェイミー・ステュアートが担当し、劇中ザンがエンとセッションする曲 "Eat Me Alive" はミッチェルとステュアートの共作で作られた。またダムドやザ・ホモセクシャルズの曲も使われたほか、主題歌の "Between the Breaths" はMitskiが担当した。ダムドやザ・ホモセクシャルズの曲を使ったことについて、ミッチェルはクリシェや懐メロ三昧になるのを避けるためだったとし、劇中登場するバンド『ディスコーズ』の楽曲はマーティン・トムリンソンとブライアン・ウェラーが新しく作曲した。
作品は1977年に設定されているが、これは同年に起きたサウザン・テレビジョン放送妨害事件を下敷きにしているのではないかと指摘されている。また、同年に公開された『スター・ウォーズ エピソード4/新たなる希望』でのレイア・オーガナとザンの髪型の類似、エピローグの年代とゲイマンがアメリカへ移住した年の合致、映画『ロッキー・ホラー・ショー』（1975年）との類似点も指摘されている。

### 封切り
2015年9月、A24がアメリカ合衆国での配給権を獲得したと報じられた。作品は第70回カンヌ国際映画祭にコンペティション外で出品され、2017年5月21日に世界初公開された。イギリスでは2018年5月11日にスタジオカナル子会社のスタジオカナルUK配給で公開される。2017年10月にはイギリス版のトレイラーが公開された。日本ではこれに先駆けた2017年12月1日にギャガ配給で公開され、商業公開として世界最速となった。また、ジャパン・プレミアは新宿ピカデリーで2017年10月19日に行われ、『ヘドウィグ・アンド・アングリーインチ』公演のため来日していたミッチェルと、同作でヘドウィグ役を演じた経験のある山本耕史が出席した。
レイティングは、アメリカ合衆国（アメリカ映画協会 (MPAA)）では「全編にわたる言葉遣い、性的内容、一部のドラッグ使用とヌード表現」(for language throughout, sexual content, some drug use and nudity) からR指定、日本の映画倫理機構（映倫）ではG指定となった。

#### 批評家の反応
カンヌ国際映画祭での公開後、作品には否定的な批評が多く寄せられた。2018年1月段階で、映画批評サイト・Rotten Tomatoes には18件の批評が寄せられており、支持28%・平均スコア10点満点中4.7点となっていた。『ハリウッド・レポーター』誌のデイヴィッド・ルーニーは、ファニングやキッドマンの魅力的なキャラクターにもかかわらず、「政治的要素を付け加えようとする試みは生煮え以下で」、結果として「物語的結束構造」("narrative cohesion") が犠牲となり、ゲイマンの短編小説が「過度に込み入った」("overcomplicates") ものになってしまったとした。『バラエティ』誌のオーウェン・グレイバーマンは、「今年のカンヌで観た中で1番の不発弾」だと評し、「[ザンとエンのギグに集まる人々]と映画に関して最も当惑させられるのは、それらがすっかり精彩を欠いているということだ」と酷評した。また『ヴァルチャー』"Vulture" のエミリー・ヨシダは、脚本の焦点が定まっていないと指摘し、また劇中のCGは明らかに目障りだと述べた。『ガーディアン』紙のザン・ブルックスは5つ星中2つの評価で、「[劇中の]1977年は馬鹿どもの集まりが一生懸命ブレインストーミングした結果のようだ」、「映画に出てくるエイリアンたちは、保守的な中高年層を表現していて、息苦しい意見の相違に直面して若者を食べているとでも言うのだろうか？」と述べた。『アイリッシュ・タイムズ』紙のドナルド・クラークも5つ星中2つを付け、「それでも、[映画は]完全に面白いし、全く狂っている。一部の人には充分かもしれない」とまとめた。
日本公開に際して発表された著名人コメントでは、山内マリコが「こんなヘンテコな（だけど愛情をいっぱいかけられた！）不思議な映画が作られるなんて、まだまだ世の中捨てたもんじゃないですね。」、ピーター・バラカンが「『ブレードランナー』に触発された青春映画を70年代のパンク時代のロンドン郊外でもし作るとしたら… そんなめちゃくちゃなストーリーにもかかわらず、不思議と引き込まれてしまうオモロイ作品です。」などと評した 。『アゴラ』に掲載された渡まち子の映画評では75点が付けられ、ザンやボディシーアといったキャラクターの魅力が語られたほか、「これは間違いなく、はみ出し者たちへの応援歌だ」とまとめられた。日本公開後の映画評は賛否両論となったが、滝口アキラはその理由について、中盤ザンとエンが繰り広げるセッションシーンについていけるかどうかだと述べている。

#### 映画賞
第70回カンヌ国際映画祭では、クィア・パルム長編映画部門にノミネートされた。また2017年のリスボン&エストリル映画祭のコンペティション部門に出品された。また、衣装デザインを担当したサンディ・パウエルは、2017年の英国インディペンデント映画賞で最優秀衣装デザイン部門にノミネートされた。